# Diedrich Janßen-Jennelt
Diedrich Janßen, beziehungsweise Diedrich Janssen, Diedrich  Janhsen sowie Diderich Janshen , als Künstler meist Diedrich Janßen-Jennelt (* 22. Oktober 1889 in Groothusen, Ostfriesland; † 10. Oktober 1983 in Wilhelmshaven) war ein deutscher Kunstmaler und Lehrer. Er wurde vor allem durch seine Ölbilder mit Ansichten aus dem ostfriesischen Raum und Szenen des ländlichen Lebens bekannt.

## Leben
Diedrich Janßen entstammte einer Krummhörner Handwerkerfamilie. Sein Vater war der Schmiedemeister Hinderk Lammers Janßen, seine Mutter die aus der niederländischen Malerfamilie van de Velde stammende Teetje Janßen (geborene Rademaker). Als Kind besuchte Janßen häufig die Verwandten der Mutter in der Gegend von Amsterdam und sah Werke von Malern des Barocks sowie von Vincent van Gogh. Nach dem Tod des Vaters zog die Familie nach Jennelt, was in späteren Jahren zum Namensanhang des Malers führte. Von 1904 bis 1907 absolvierte Janßen eine Lehrerausbildung an der Präparandenanstalt in Aurich. Dort begann er auch seine künstlerische Arbeit, was 1908 zu einer ersten Ausstellung bei einem Auricher Buchhändler führte. Von 1910 bis 1911 absolvierte Janßen seinen Militärdienst in Hannover und unterrichtete danach bis 1914 als Zeichen- und Turnlehrer auf Borkum. Er bestand 1914 die Aufnahmeprüfung an der Berliner Hochschule für Bildende Kunst, musste jedoch von 1915 bis 1918 am Ersten Weltkrieg teilnehmen. Erst ab 1919 konnte er seine Ausbildung an der genannten Hochschule sowie an der pädagogischen Übungsschule fortsetzen.
1923 zog Janßen erneut nach Borkum, wurde aber noch im selben Jahr nach Wilhelmshaven versetzt. Während des Zweiten Weltkrieges diente Janßen als Leiter des Zivilen Luftwehrkommandos im Wilhelmshavener Fort Schaar. Von 1946 bis zu seiner 1955 erfolgten Pensionierung arbeitete er erneut im Schuldienst. Ab 1955 widmete er sich dann ganz seiner künstlerischen Tätigkeit, die er bis zum Nachlassen seiner Sehkraft in den 1970er Jahren fortsetzte. In der Nachkriegszeit engagierte sich Janßen im Wilhelmshavener Verein der Kunstfreunde. In den Jahrzehnten nach 1945 nahmen die Ausstellungen seiner Werke stark zu. Anlässlich seines 90. Geburtstag vermachte Janßen der Stadt Wilhelmshaven rund 350 Arbeiten.
Janssen war seit 1923 mit der Lehrerin Hertha Pfaffenroth verheiratet. Beide hatten zusammen zwei Söhne und eine Tochter.

## Würdigungen
1982 ernannte der Heimatverein Krummhörn Janßen-Jennelt zum Ehrenmitglied.